# Ultima (motorfiets)

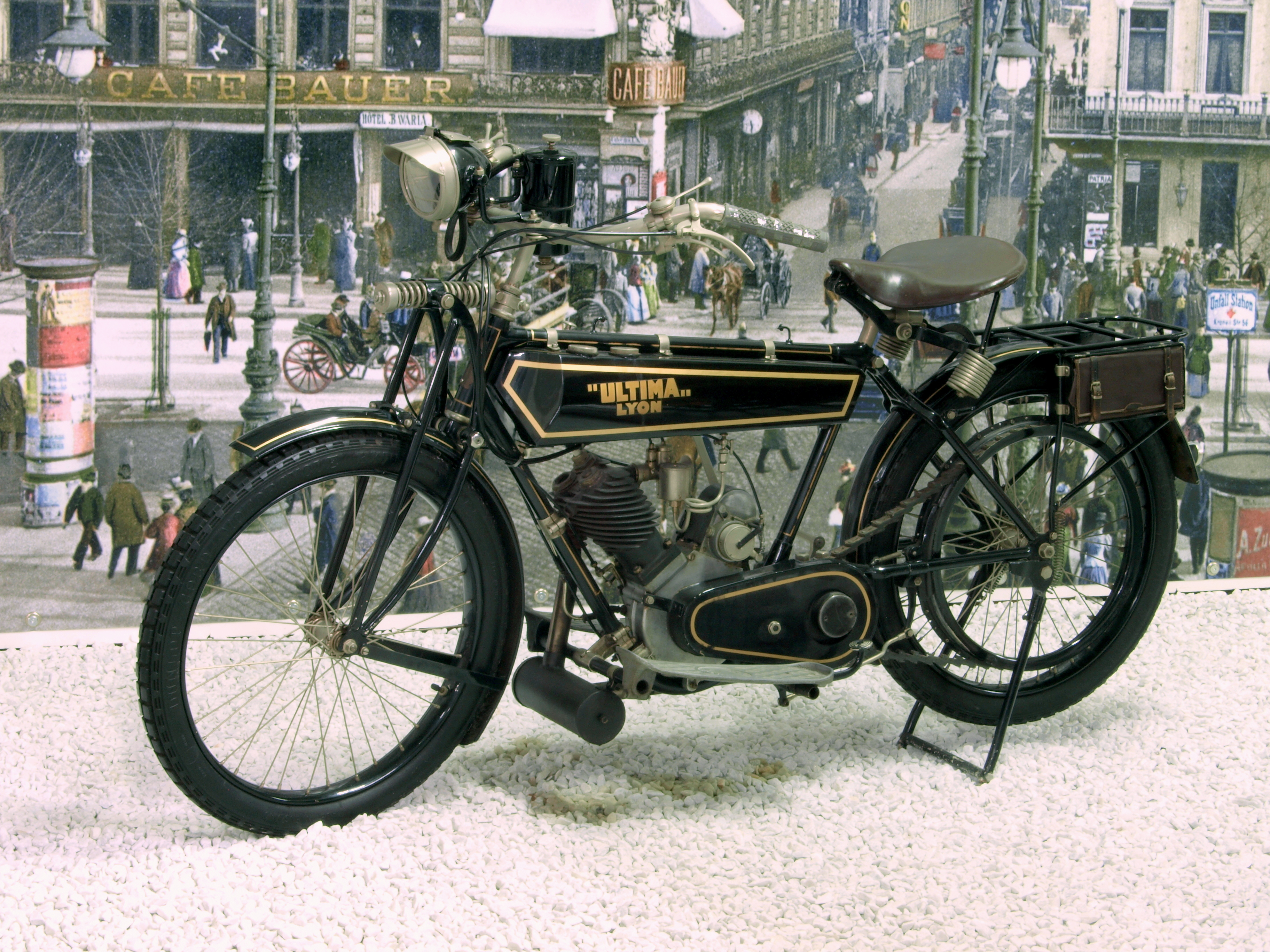
Ultima, ca. 1921

Ultima is een Frans historisch merk van motorfietsen.
De bedrijfsnaam was Motocyclettes Ultima, E. Billion, Lyon (1908-1958).
Frans merk dat inbouwmotoren van Zürcher, Aubier Dunne en JAP gebruikte.
In de jaren dertig kwamen er eigen motoren en na de Tweede Wereldoorlog werden 123- en 198 cc tweetakten gemaakt. In 1951 maakte men nog een 500 cc tweecilinder viertakt-racemotor, die echter weinig succesvol was. Billion kocht in 1908 het merk Deronzière.